# Klimatická nouze

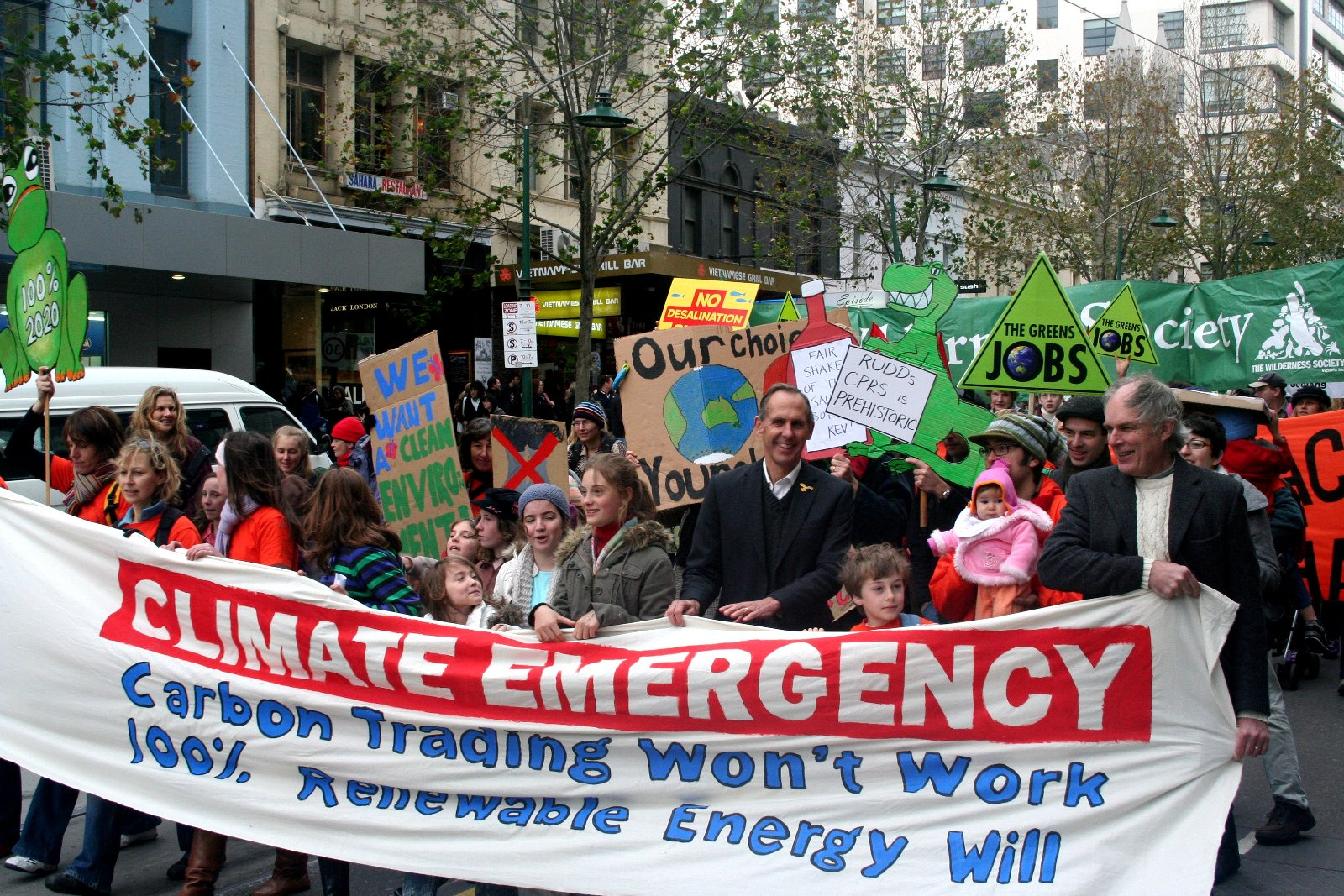
Transparent s anglickým nápisem ve smyslu: „Klimatická nouze – obchodování s emisemi nebude fungovat, 100 % energie z obnovitelných zdrojů ano" dne 13. června 2009 při protestech proti změně klimatu při tzv. „Climate Emergency Rally“ u příležitosti každoročního Dne Země v australském Melbourne

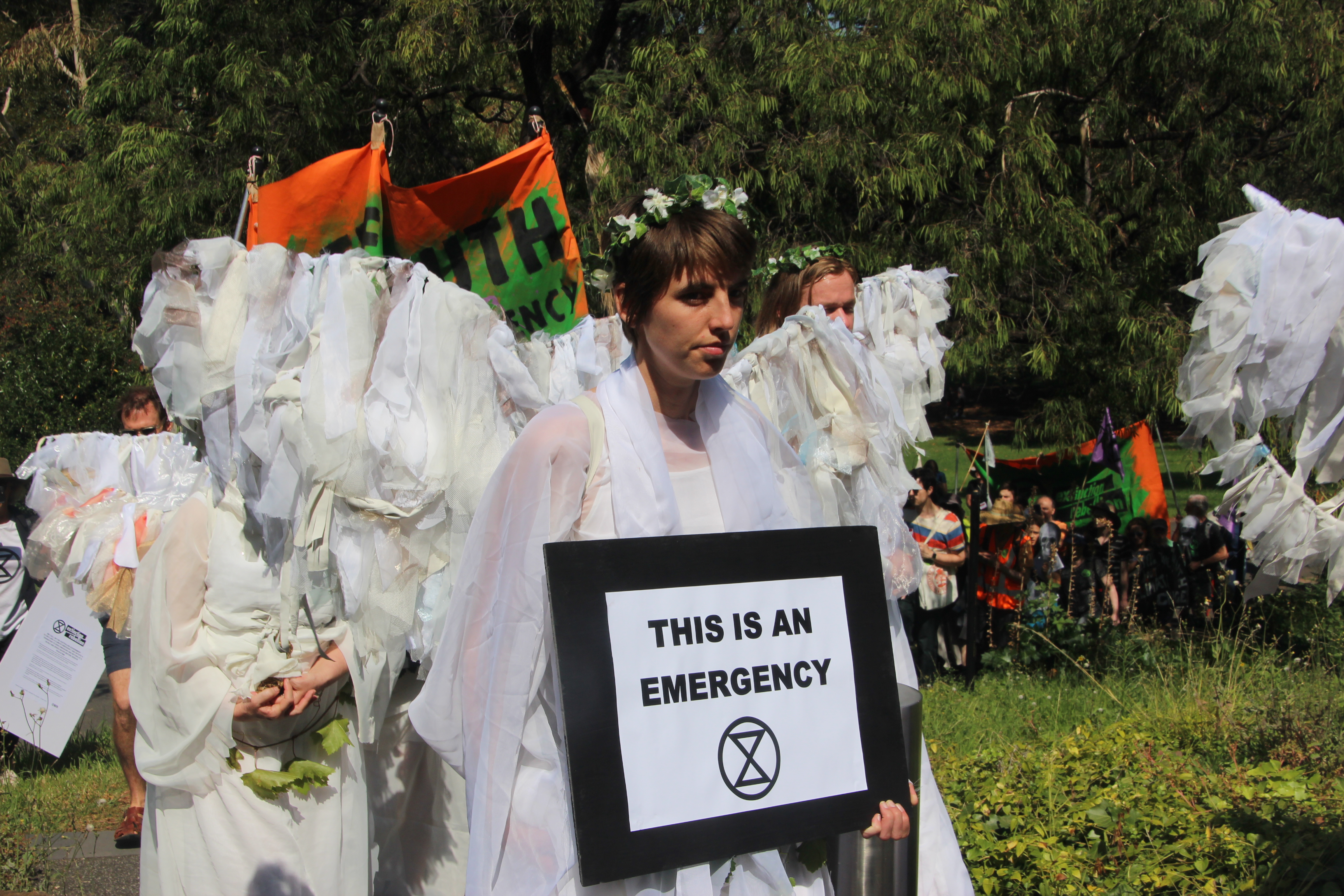
„Klimatický anděl“ s cedulí: „Toto je stav nouze“ při zahájení demonstrace „Extinction Rebellion“ 22. března 2019 v Melbourne

Vyhlášení stavu klimatické nouze představuje rozhodnutí parlamentu (tj. zákonodárce) nebo vlády (exekutivy), jímž prohlašuje, že existuje klimatická krize a že dosavadní přijatá opatření nejsou dostatečná k jejímu vyřešení. Jedná se tedy o řešení člověkem způsobeného globálního oteplování („klimatické změny“). Toto rozhodnutí zmocňuje vládu a státní správu k přijetí opatření, která změní dosavadní stav a pokusí se zastavit globální oteplování způsobené člověkem. Prohlášení může být přijato na různých úrovních (národní, obecní atd.) a může se lišit hloubkou nebo podrobností požadavků.
Termín klimatická nouze se vztahuje nejen k tomuto formálnímu rozhodnutí, ale jedná se o obecnější označení zahrnující další opatření v boji proti klimatickým změnám, jimž dodává provázanost a odůvodnění. Zavedení a používání pojmu „stav nouze“ v této souvislosti dává těmto opatřením nejvyšší neodkladatelnou prioritu. Stav klimatické nouze bývá také interpretován jako výraz svrchovanosti lidu: ačkoli je vyhlášen shora, bývá vyžadován zespodu.
Podle statistik organizace Cedamia vyhlásilo k dubnu 2021 klimatickou nouzi přes 1900 úřadů ve třiceti čtyřech zemích.

## Termín
Termín „klimatická nouze“ (anglicky climate emergency) byl užíván již před rokem 2010 na demonstracích proti změně klimatu, například při Climate Emergency Rally 13. června 2009 v Melbourne (viz foto). V srpnu 2017 přijala městská rada v australském Darebinu soubor opatření pod názvem „Darebinský klimatický nouzový plán“. Dne 4. prosince 2018 předložil Římský klub Evropskému parlamentu „Plán pro klimatickou nouzi“, který shrnuje 10 vysoce prioritních opatření k omezení globálního oteplování. V souvislosti s probíhajícími protesty Pátek pro budoucnost (Fridays for Future) nebo Extinction Rebellion se podobné iniciativy chopily různé parlamenty.
Řada evropských měst, která vyhlásila stav klimatické nouze, byla již po desetiletí členy Klimatické aliance a zavázala se snižovat své emise CO2 každých 5 let o 10 %.

## Česká města
V květnu 2019 vyhlásila stav klimatické nouze Praha 7 a v červnu 2019 Praha 6. Protesty za vyhlášení klimatické nouze se konaly také v Mladé Boleslavi, Praze nebo Brně.

## Mezinárodní vývoj

Mapa vyhlášení stavu klimatické nouze

Podle statistik organizace Cedamia vyhlásilo k dubnu 2021 klimatickou nouzi přes 1900 úřadů ve třiceti čtyřech zemích.
květen 2019Britský parlament jako první v Evropě vyhlásil stav klimatické nouze. Později se přidalo Irsko, Portugalsko, Španělsko, Rakousko a Malta.
červenec 2019stav klimatické nouze vyhlásilo již celkem 740 místních úřadů v 16 státech.
listopad 2019klimatickou nouzi vyhlásil Evropský parlament. Pro schválení návrhu bylo celkem 429 poslanců, proti se vyslovilo 225. Z celkem 21 českých europoslanců hlasovalo 12 proti, pro návrh bylo šest z nich.

## Avizovaná opatření

### Z parlamentních rozhodnutí
Na základě vyhlášení stavu klimatické nouze jsou požadována či prováděna konkrétní opatření, jako např.
- umožnit klimaticky neutrální zaopatření budov (u starých budov také redukce/sanace),
- zajistit dopravní obslužnost s využitím veřejné dopravy, pomocí dopravních prostředků neprodukujících CO2
- snížit emise CO2 ve stavebnictví.

### Návrhy akcí od nevládních organizací
Nevládní organizace požadují zavedení následujících naléhavých opatření:
- zastavit růst využívání fosilních paliv v roce 2020 a pozastavit veškeré dotace na tento účel od roku 2020 (hnutí „bez fosilií“ a „odprodej“)
- zdvojnásobit výrobní kapacity pro obnovitelné zdroje energie každé čtyři roky („energetická revoluce“)
- zavést uhlíkovou daň na skleníkové plyny
- opustit cíle růstu hrubého národního produktu jako měřítka stupně „prosperity“
- přizpůsobit zemědělství („zemědělská revoluce“)
- budovat bezodpadové hospodaření („Cradle to Cradle“, „C2C“)